# 马雷克·莱希涅夫斯基
马雷克·莱希涅夫斯基（波蘭語：Marek Leśniewski，1963年4月24日—），波兰男子自行车运动员。他曾代表波兰参加1988年和1992年夏季奥林匹克运动会自行车比赛，其中1988年奥运会获得一枚银牌。